# Jye Edwards
Jye Edwards, född 6 mars 1998, är en australisk friidrottare. Han deltog vid olympiska sommarspelen 2020.